# بارون، واز
بارون (به فرانسوی: Baron) یک کمون (فرانسه) در فرانسه است که در اوآز واقع شده‌است. بارون ۲۱٫۴۷ کیلومتر مربع مساحت دارد ۸۵ متر بالاتر از سطح دریا واقع شده‌است.